# Pristimantis tungurahua
Pristimantis tungurahua là một loài động vật lưỡng cư trong họ Strabomantidae, thuộc bộ Anura. Loài này được Reyes-Puig, Yánez-Muñoz, Cisneros-Heredia, & Ramírez mô tả khoa học đầu tiên năm 2011.